# Зайцев, Александр Дмитриевич
Алекса́ндр Дми́триевич За́йцев (3 [16] июня 1903, Благовещенск — 12 мая 1982, Ленинград) — русский советский живописец, мастер ленинградского соцреализма, педагог. Заслуженный деятель искусств РСФСР (1967), профессор Ленинградского института живописи, скульптуры и архитектуры имени И. Е. Репина, член Ленинградского Союза художников.

## Биография
Родился в Благовещенске-на-Амуре, как считается, 3 (16) июня 1903 года. В 1920—1924 годах учился в Благовещенском художественно-промышленном училище. В 1924 году приезжает в Ленинград и поступает во ВХУТЕИН, занимается у Осипа Браза (которому десятилетия спустя посвятил биографический, в известной степени мемуарный очерк) и Василия Савинского. В 1928 окончил институт, дипломная работа — «Праздник 1 Мая в Ленинграде», руководитель Аркадий Рылов. По другим источникам окончил учёбу в 1930, получив «временный документ об окончании института».
Член Ленинградского Союза художников с 1932 года. Участник выставок с 1928 года. Писал тематические картины, пейзажи, портреты, натюрморты. Автор картин «Каменотёсы» (1929), «Материнство» (1930), «Литейный цех Балтийского завода» (1933), «Рыбаки на Онежском озере» (1935), «Водопад Кивач» (1938), «На Неве» (1947), «На Севере» (1950), «Весна» (1955), «Весна. Самарканд», «На Севере» (обе 1956), «Рабочий посёлок Териберка» (1957), «Ночь на Неве» (1963), «На Севере. Портрет рыбачки Д. Бусаровой» (1964), «Труженики моря» (1967), «Весна» (1969), «Ленин и Горький в Горках» (1970), «Сумерки», «В рыбацком колхозе на Севере» (1975) и др.
С 1930 года и до конца жизни преподавал в Ленинградском институте живописи, скульптуры и архитектуры имени И. Е. Репина, профессор (с 1948), кандидат искусствоведения (1943), Заслуженный деятель искусств РСФСР (1967), руководитель персональной мастерской живописи (1963—1982). Учениками А. Д. Зайцева были многие известные ленинградские живописцы послевоенного времени. Выдающиеся заслуги в педагогической деятельности были отмечены орденом Ленина (1971).

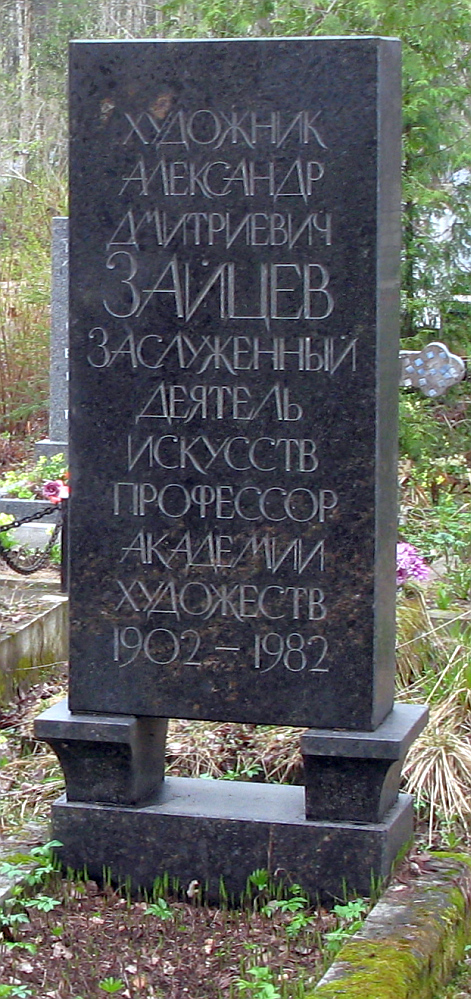
Захоронение А. Д. Зайцева на Северном кладбище

Скончался 12 мая 1982 года в Ленинграде на 79-м году жизни; похоронен на Северном кладбище (1-й Берёзовый уч.).
Произведения А. Д. Зайцева находятся в Государственном Русском музее, в музеях и частных собраниях России, Украины, Японии, Франции, Великобритании и других стран. Известны живописные и графические портреты А. Зайцева, исполненные в разные годы ленинградскими художниками, в том числе А. И. Пархоменко (1971), М. М. Девятовым (1969).

## Ученики
- Абрамов Николай Алексеевич (1930—1999)
- Баскаков Николай Николаевич (1918—1993)
- Беляев Дмитрий Васильевич (1921—2007)
- Бызова Злата Николаевна (р. 1927)
- Ватенин Валерий Владимирович (1933—1977)
- Веселова Нина Леонидовна (1922—1960)
- Выржиковский Эдвард Яковлевич (1928—2008)
- Гетман Раиса Александровна (1913—1983)
- Горб Татьяна Владимировна (р. 1935)
- Грушко Абрам Борисович (1918—1980)
- Добрина Мария Фёдоровна (1920—1995)
- Ерёмин Алексей Григорьевич (1919—1998)
- Загонек Вячеслав Францевич (1919—1994)
- Захарьин Владимир Алексеевич (1909—1993)
- Кабачек, Леонид Васильевич (1924—2002)
- Копнина Татьяна Владимировна (1921—2009)
- Копытцева Майя Кузьминична (1924—2005)
- Ларина Валерия Борисовна (1926—2008)
- Ласточкин Сергей Павлович (1927—1992)
- Левитин Анатолий Павлович (род. 1922)
- Ломакин Олег Леонидович (1924—2010)
- Монахова Валентина Васильевна (р. 1932)
- Мухо Николай Антонович (1913—1986)
- Наумов Александр Александрович (1935—2010)
- Ненартович Анатолий Акимович (1915—1988)
- Прошкин Владимир Викторович (род. 1931)
- Раздрогин Игорь Александрович (род. 1923)
- Румянцева Галина Алексеевна (1927—2005)
- Савостьянов Фёдор Васильевич (1924—2012)
- Труфанов Михаил Павлович (1921—1988)
- Тулин Юрий Нилович (1921—1983)
- Фоменко Виталий Васильевич (1929—2003)
- Фурманков, Николай Алексеевич (1924—1986)
- Харченко Борис Дмитриевич (1927—1985)
- Хачатрян Захар Авакович (1924—2017)
- Хухров Юрий Дмитриевич (1932—2003)
- Чекалов Владимир Фёдорович (1922—1992)
- Шенхоров, Чингиз Бадмаевич
- Яхонтова Галина Святославовна (1917—1987)

## Выставки
- 1956 год (Ленинград): Осенняя выставка произведений ленинградских художников.
- 1957 год (Ленинград): 1917 - 1957. Выставка произведений ленинградских художников.
- 1964 год (Ленинград): Ленинград. Зональная выставка.
- 1975 год (Ленинград): Наш современник. Зональная выставка произведений ленинградских художников.
- 1976 год (Москва): Изобразительное искусство Ленинграда.

## Публикации текстов
- Зайцев А. Д. Профессор Академии художеств О. Э. Браз / А. Д. Зайцев, профессор // Вопросы художественного образования : тематический сборник научных трудов / Академия художеств СССР; Ин-т живописи, скульптуры и архитектуры им. И. Е. Репина. — Л. : ЛИЖСА, 1975. — Вып. 14. — С. 43–59. — 800 экз.